# Galicien-Rundfahrt
Die Galicien-Rundfahrt (Spanisch: Vuelta a Galicia / Galicisch: Volta a Galicia) war ein spanisches Etappenrennen im Straßenradsport und wurde 1933 in Galicien erstmals ausgetragen.
Bis 1955 fand Galicien-Rundfahrt nur sechsmal statt. Es wurde 1984 wiederbelebt und ab 1987 jährlich ausgetragen. Unter den Sieger des Rennens sind einige der besten Radsportler ihrer Zeit, wie zum Beispiel Marino Lejarreta, Andrew Hampsten, Laudelino Cubino, Miguel Indurain, Abraham Olano und Frank Vandenbroucke. Das Rennen wurde 2000 das letzte Mal für die Elite ausgetragen. Sieger mit den meisten Gesamtsiegen bei der Elite ist Emilio Rodríguez (3×). Bei der Austragung 1947 bestand das Podium komplett aus den Gebrüder Rodríguez (Sieger Emilio, Zweiter Manuel und Dritter Delio).

## Sieger
| Jahr    | Gewinner            | Zweiter             | Dritter                |
| ------- | ------------------- | ------------------- | ---------------------- |
| 1933    | Salvador Cardona    | Eusebio Bastida     | Federico Ezquerra      |
| 1934    | keine Austragung    | keine Austragung    | keine Austragung       |
| 1935    | Julián Berrendero   | Fermín Trueba       | Mariano Gascon         |
| 1936–44 | keine Austragungen  | keine Austragungen  | keine Austragungen     |
| 1945    | Delio Rodríguez     | Emilio Rodríguez    | Julián Berrendero      |
| 1946    | Emilio Rodríguez    | Pastor Rodríguez    | Luis Sánchez Huergo    |
| 1947    | Emilio Rodríguez    | Manuel Rodríguez    | Delio Rodríguez        |
| 1948–54 | keine Austragungen  | keine Austragungen  | keine Austragungen     |
| 1955    | Emilio Rodríguez    | Carmelo Morales     | René Marigil           |
| 1956–83 | keine Austragungen  | keine Austragungen  | keine Austragungen     |
| 1984    | Vicente Belda       | José Recio          | Jokin Mújika           |
| 1985    | Jesús Blanco Villar | Vicente Belda       | Reimund Dietzen        |
| 1986    | keine Austragung    | keine Austragung    | keine Austragung       |
| 1987    | Jokin Mújika        | Iñaki Gastón        | Vicente Belda          |
| 1988    | Marino Lejarreta    | Álvaro Pino         | Miguel Indurain        |
| 1989    | Vicente Ridaura     | Federico Echave     | Iñaki Gastón           |
| 1990    | Federico Echave     | Laudelino Cubino    | Johan Bruyneel         |
| 1991    | Álvaro Mejía        | Pjotr Ugrumov       | Fabian Fuchs           |
| 1992    | Fabian Jeker        | Federico Echave     | Oliverio Rincón        |
| 1993    | Andrew Hampsten     | Stefano Della Santa | Álvaro Mejía           |
| 1994    | Laudelino Cubino    | Claudio Chiappucci  | Stefano Della Santa    |
| 1995    | Miguel Indurain     | Maarten den Bakker  | Manuel Fernández Ginés |
| 1996    | Abraham Olano       | Andreï Tchmil       | Laurent Jalabert       |
| 1997    | Aitor Garmendia     | Gianluca Bortolami  | Armand de Las Cuevas   |
| 1998    | Frank Vandenbroucke | Abraham Olano       | Marcos Serrano         |
| 1999    | Marcos Serrano      | Andrej Teterjuk     | Abraham Olano          |
| 2000    | Andrej Teterjuk     | David Etxebarria    | Juan Miguel Mercado    |